# Heterolepis mitis
Heterolepis mitis là một loài thực vật có hoa trong họ Cúc. Loài này được (Burm.) DC. mô tả khoa học đầu tiên năm 1838.